# Anders Högström
Anders Högström (Karlskrona, 1975) is een Zweeds crimineel.
Hij was lid van een Zweedse neonazibeweging, totdat andere leden veroordeeld werden. Högström gaf de opdracht in december om het opschrift "Arbeit macht frei" te stelen uit Auschwitz. Deze daad lokte een golf van verontwaardiging uit, door de symbolische en emotionele  waarde van dit opschrift.
Er werden vijf Polen gearresteerd. Het bord werd beschadigd teruggevonden. Högström wordt vervolgd voor 'het aanzetten tot diefstal van cultureel erfgoed'. Het concentratiekamp staat immers op de werelderfgoedlijst.

## Bron
- Zweeds brein diefstal Auschwitz opgepakt
- Neonazi opgepakt om bord Auschwitz
- 'Arbeit macht frei' weer in Auschwitz